# Saint-Paul (stanice metra v Paříži)

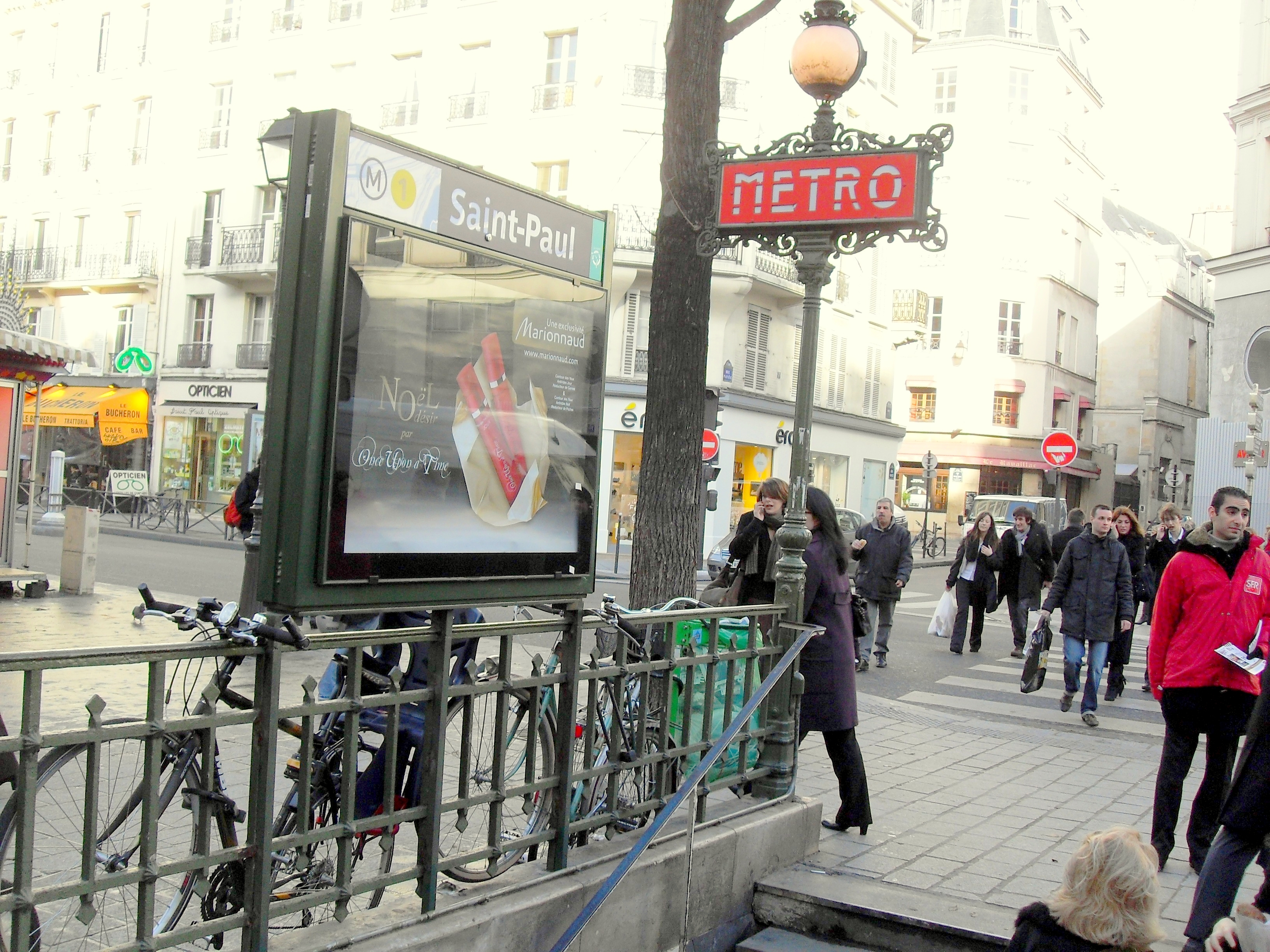
Vchod do metra

Saint-Paul je nepřestupní stanice pařížského metra na lince 1 ve 4. obvodu v Paříži ve čtvrti Le Marais. Nachází se na křižovatce ulic Rue de Rivoli a Rue Saint-Antoine.

## Historie
Stanice byla otevřena 6. srpna 1900 jako součást nejstaršího úseku linky 1. Do roku 2007 bylo nástupiště vybaveno vitrínami sloužící jako reklamní plochy pro různé výstavy děl současných umělců. Poté byla stanice rekonstruována a vitríny byly odstraněny. Nástupiště bylo o víkendu 4. a 5. dubna 2009 upraveno pro plánovanou automatizaci linky.
Vchod této stanice je vybaven původními vzácnými lampami typu Val d'Osne (na rozdíl od mnohem rozšířenějších lamp Dervaux). Stanice metra jimi byly vybavovány v letech 1909-1923, ale postupem doby byly nahrazeny, takže dnes se jich dochovalo jen málo.

## Název
Stanice nese jméno světce Pavla. Stanice nese další dodatečné označení Le Marais psané menším písmem.

## Vstup
Stanice má jen jeden vchod a na výstupu je vybavena jen jedním eskalátorem, a sice na nástupišti ve směru na Château de Vincennes.

## Zajímavosti v okolí
- Stanice leží v srdci Le Marais, kde se nachází mnoho městských paláců
- Kostel Saint-Paul-Saint-Louis
- Village Saint-Paul se zbytky středověkých městských hradeb

## Stanice v literatuře
Stanice se objevuje v povídkové trilogii, jejíž děj se odehrává v židovské čtvrti v polovině 20. století.
- Cyrille Fleischman, Rendez-vous au métro Saint-Paul, Paris 1992, ISBN 2-905344-56-3
- Cyrille Fleischman, Nouveaux Rendez-vous au métro Saint-Paul, Paris 1994, ISBN 978-2-905344-78-6
- Cyrille Fleischman, Derniers Rendez-vous au métro Saint-Paul, Paris 1995, ISBN 2-905344-91-1